# 中世日本の被差別民
本項では中世日本の被差別民（ちゅうせいにほんのひさべつみん）について叙述する。中世日本（平安時代後期から室町時代・戦国時代）において存在していた被差別民が、中世社会の中でいかなる存在であったかについては、1980年代以降、網野善彦らによって急速に研究が進展しており、いまだその評価は確定していない。

## 被差別民の種類
中世の被差別民は、一般的に非人と呼称されていたが、河原者、宿の者、散所民、声聞師（唱門師）などに分類できる。この時代、穢多は河原者の別名であった。

## 職業
皮革、屠畜、清掃、造園のほか、芸能業にも従事した。

## 特徴
中世に穢れ観念が日本に流入した事により大衆から賤視されていたが、一方で善阿弥が将軍足利義政に仕えた事に見られるように、近世ほど他身分から隔離されてはいなかった。また、中世は身分の流動性が非常に高く、五色の賤や近世部落のような固定化された世襲階級ではなかった。

## 歴史的連続性
律令制下の五色の賤との歴史的連続性については、ほぼ否定されているが、江戸時代の近世部落との連続性は、現在、歴史研究の主要な議論テーマとなっている。